# Atena
Atena (în greaca modernă Αθήνα, Athina [singular], în greaca clasică Ἀθῆναι, Athēnai [plural]) este capitala Greciei. Atena a cunoscut o evoluție glorioasă, mai ales în Grecia Antică, fiind locuită de oameni încă din Epoca Bronzului și guvernată până în jurul anului 1000 î.Hr. de regi ionieni.
Atena domină regiunea Attica și este unul dintre cele mai vechi orașe din lume, istoria sa atestată durând peste 3,400 de ani iar cea mai timpurie prezență umană a fost între mileniile 11 și 7 î.e.n.
Atena clasică a fost un puternic oraș-stat a cărui apariție a avut legătură cu dezvoltarea portului maritim Pireu. Centrul al artelor, studiului și filosofiei, casa Academiei lui Platon și a Liceului lui Aristotel, este numită adesea leagănul civilizației occidentale și loc de naștere al democrației, în mare parte din cauza impactului său cultural și politic asupra continentului european și, de asemenea, asupra romanilor. În timpurile contemporane, Atena este o mare metropolă cosmopolită și centru al vieții economice, financiare, industriale, maritime, politice și culturale din Grecia. 
Acropola din Atena a fost înscrisă în anul 1987 pe lista patrimoniului cultural mondial UNESCO.

## Etimologie

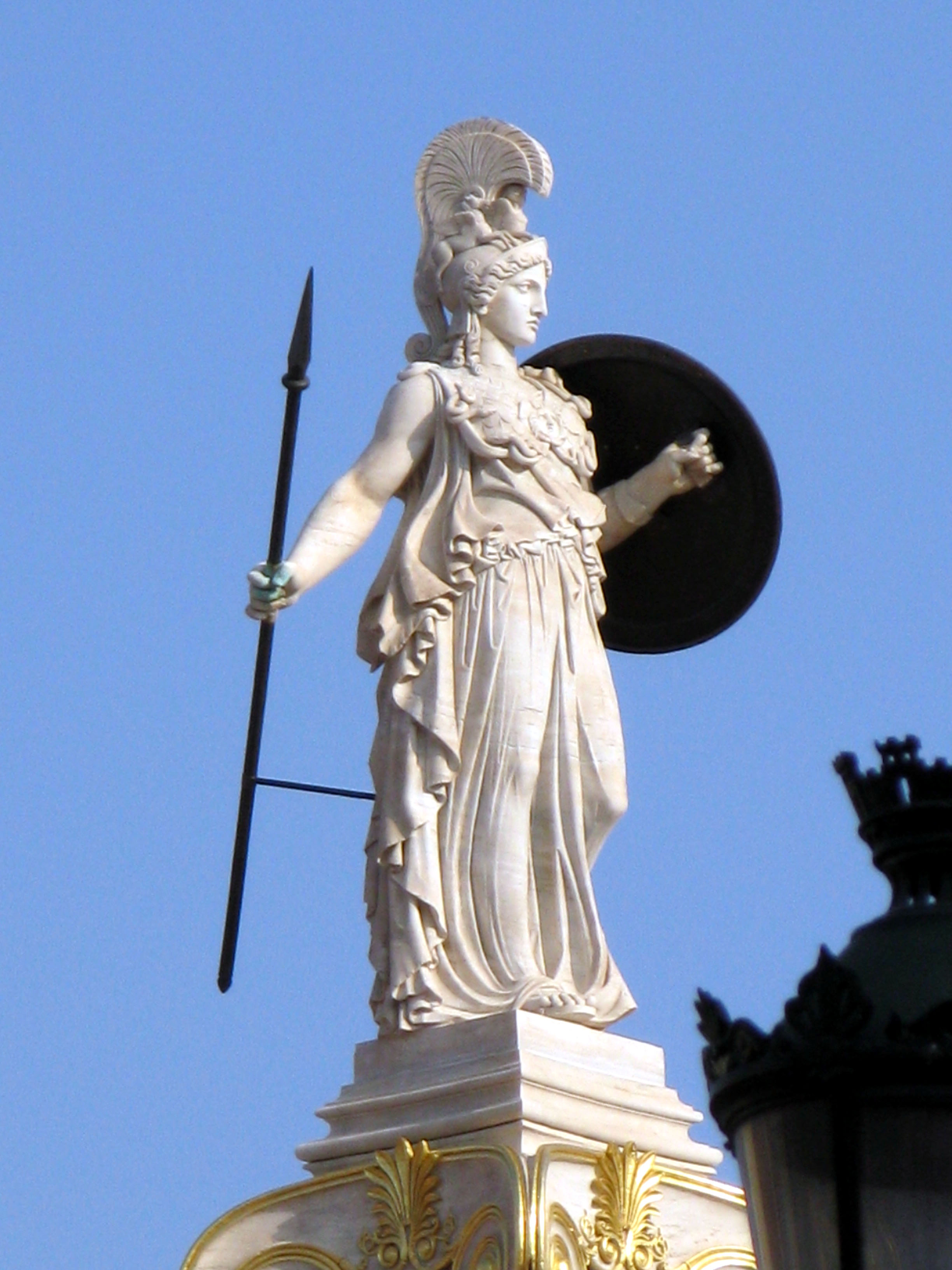
Statuia Atenei, zeița-patroană a orașului

În Grecia Antică, numele Atenei era Ἀθῆναι [atʰɛ̂ːnai], la plural, fiind legat de numele zeiței Atena (în dialectul atic, Ἀθηνᾶ [atʰɛːnâː] și în cel ionic, Ἀθήνη [aˈtʰɛːnɛː]), cu înțelesul „atenienii”. În greaca folosită de Homer, numele orașului apărea în forma de singular (Ἀθήνη) apoi a luat forma de plural, ca și Θῆβαι (Thēbai), Μυκῆναι (Mukēnai) și Δελφοί (Delphoi).
Printre atenienii antici circula o legendă care explica felul în care și-a luat orașul numele, legendă care a stat la baza sculpturii de pe frontonul vestic al Parthenonului. Conform acestei legende, atât Atena cât și Poseidon au cerut să fie patroni ai orașului și să-i dea numele lor, astfel că s-au întrecut pentru a obține onoarea, fiecare oferind un dar orașului. Poseidon a creat un izvor de apă sărată lovind pământul cu tridentul său, pentru a simboliza puterea mării. Atena a creat, în schimb, măslinul, simbolizând pacea și prosperitatea. Atenienii, conduși de Cecrops, au acceptat măslinul și au botezat orașul Atena.
În secolul al XIX-lea, Ἀθῆναι a fost readoptat ca nume al orașului. După ce varianta katharevousa a limbii grece a fost abandonată în anii 1970, în greaca demotică modernă numele oficial al orașului a devenit Αθήνα (Athína, [aˈθina]).

## Istorie
Cea mai veche prezență umană în Atena este atestată la peștera Schist, datată a fi în preajma mileniilor al IX-lea–al VII-lea î.e.n. Atena este locuită permanent de cel puțin 7000 de ani.
Până la 1400 î.e.n., așezarea devenise un centru important al civilizației miceniene, iar Acropola a fost locul unei mari cetăți miceniene ale cărei ruine pot fi recunoscute ca secțiuni ale unor ziduri ciclopiene caracteristice acestei civilizații. Spre deosebire de alte centre miceniene, cum ar fi Micene și Pylos, nu se știe dacă Atena a suferit vreo distrugere în preajma anului 1200 î.e.n., eveniment adesea atribuit unei invazii doriene, iar atenienii au susținut mereu că sunt ionieni „puri”, fără influență dorică. Atena a intrat însă într-o perioadă de declin, ca și multe alte așezări ale epocii bronzului, timp de 150 de ani după aceasta.
Înhumările din Epoca Fierului, ale căror rămășițe au fost găsite la Kerameikos și în alte locuri, demonstrează că, începând cu 900 î.e.n., Atena a devenit unul dintre principalele centre comerciale din regiune, ca și Lefkandi în Euboea și Knossos în Creta. Această poziție ar fi putut să fie și rezultatul poziției sale centrale în lumea greacă, al cetății sale solide de pe Acropolă și a ieșirii la mare, care îi dădea un avantaj natural față de alte orașe rivale de pe uscat, cum ar fi Teba și Sparta.

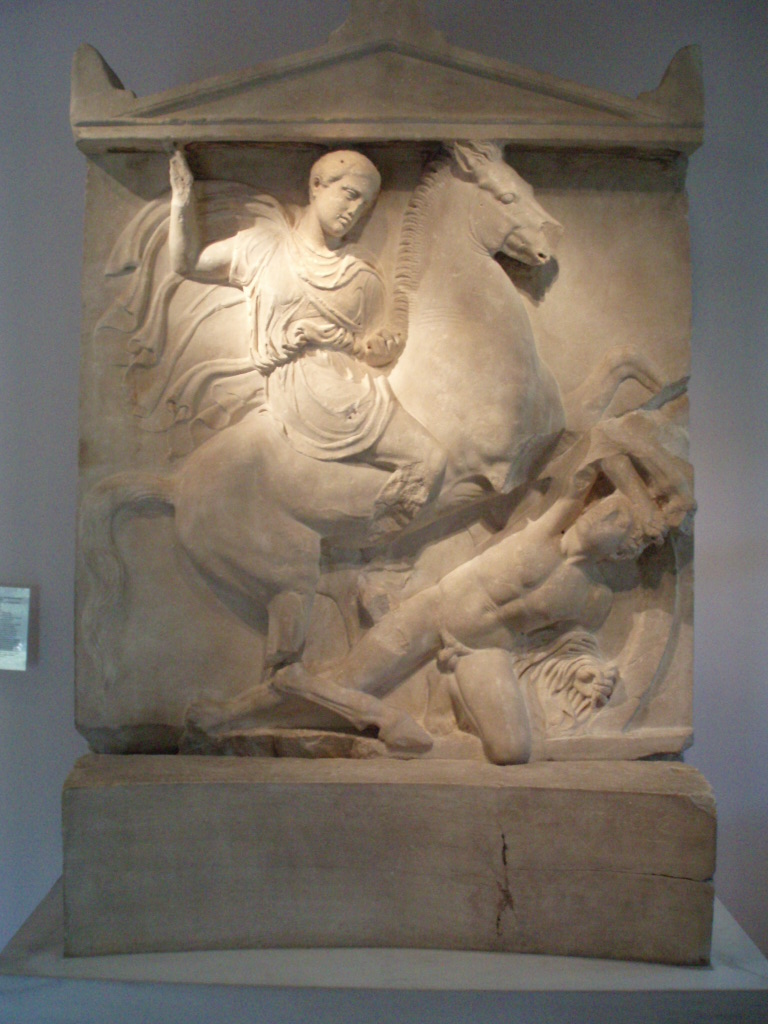
Sculptura lui Dexileos, Muzeul arheologic Kerameikos.

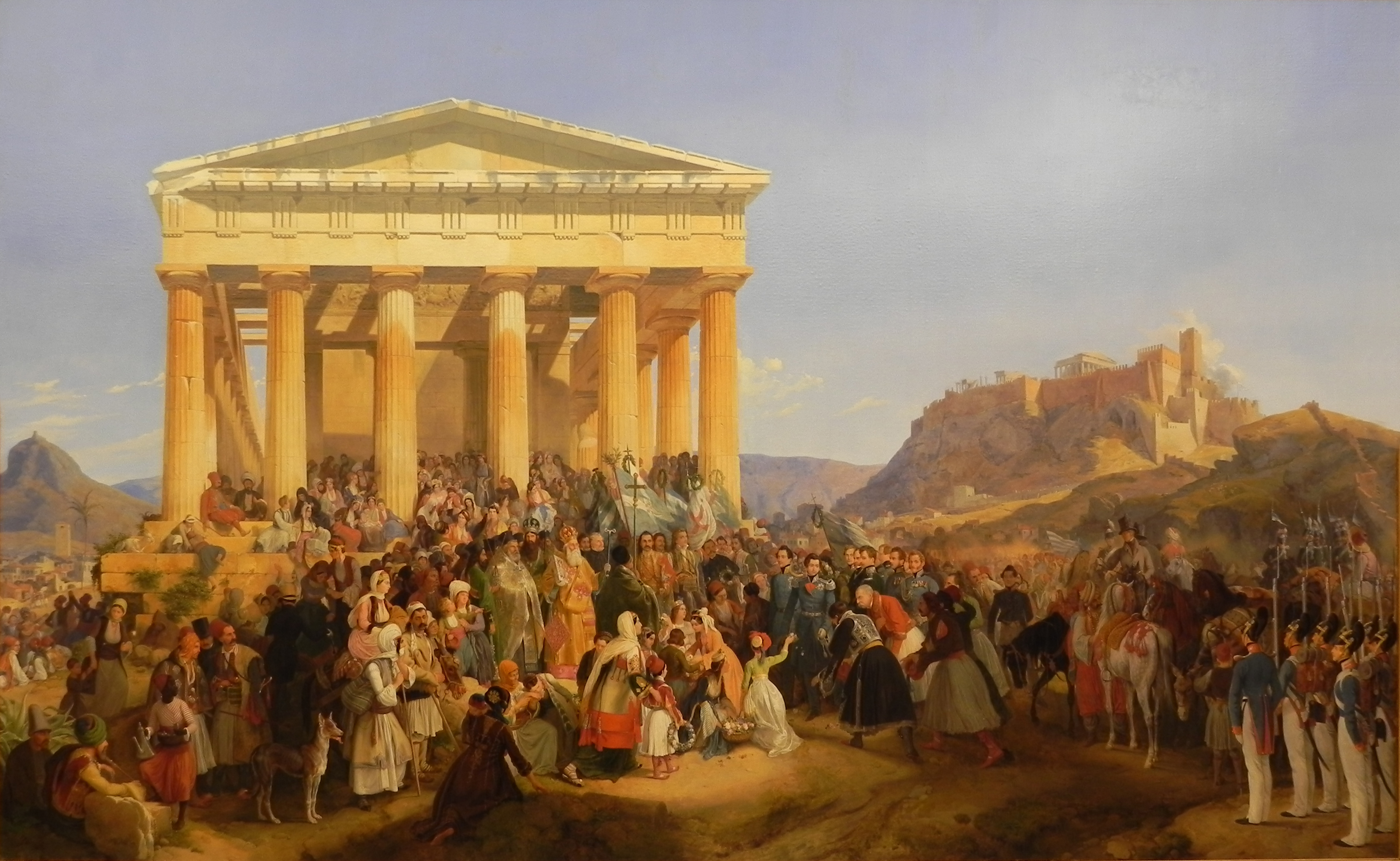
Intrarea regelui Otto în Atena de Peter von Hess, 1839.

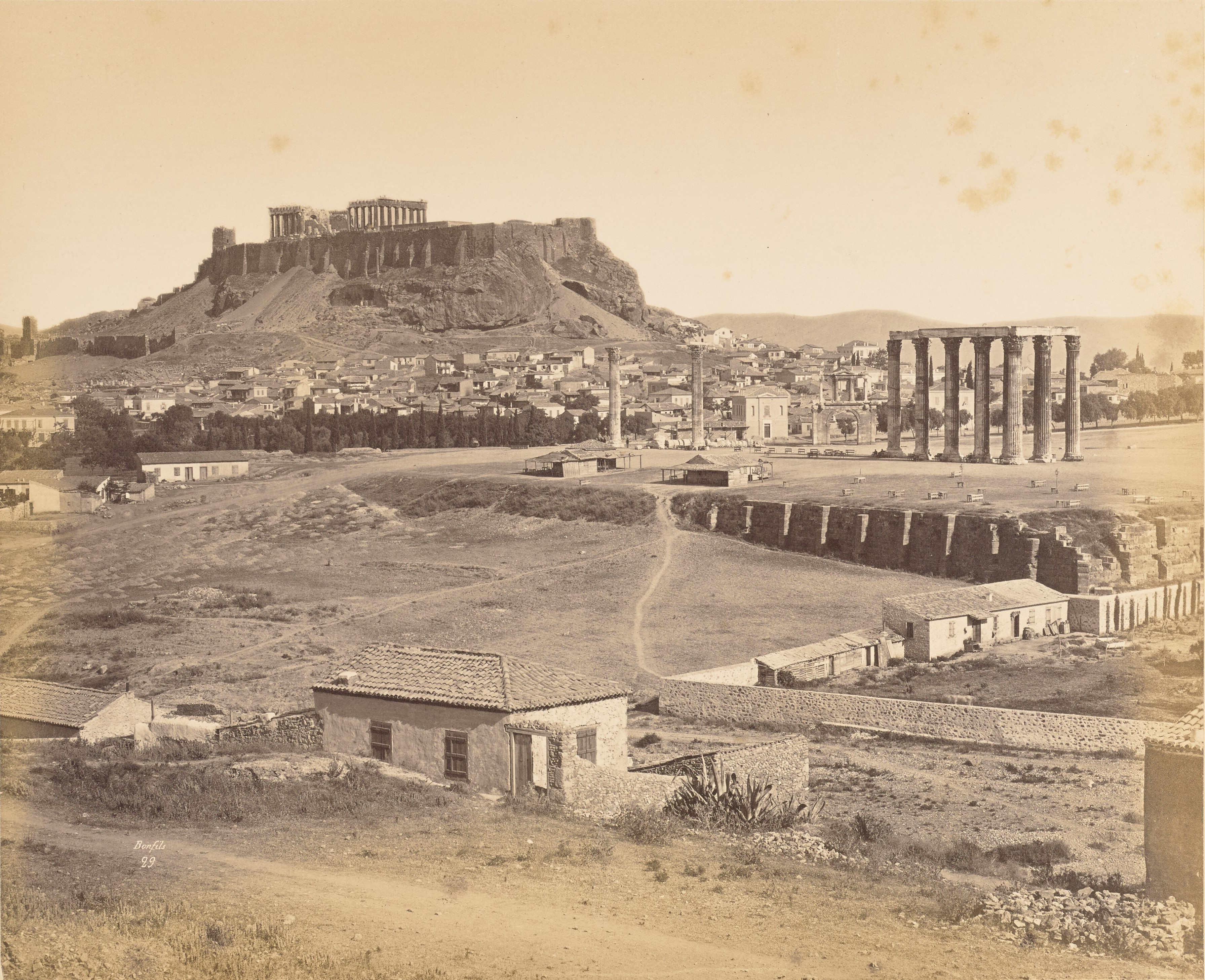
Atena c.1868.

Atena clasică a devenit principalul oraș al Greciei antice în secolul al V-lea î.e.n., realizările sale culturale punând bazele civilizației occidentale. El a fost depășit în cele din urmă de orașul-stat rival Sparta. Până la sfârșitul antichității târzii, orașul a decăzut, după care și-a revenit în a doua jumătate a perioadei bizantine medii (secolele al IX-lea–al X-lea e.n.), și a fost relativ prosper în timpul Cruciadelor, profitând de pe urma comerțului cu orașele italiene. În 1453 a fost cucerit de Imperiul Otoman și a intrat într-o lungă perioadă de declin.
După războiul de independență al Greciei, Atena a fost ales capitală a noii Grecii independente în 1834, în mare parte din motive istorice și sentimentale. La acea vreme, era un orășel modest construit la poalele Acropolei. Regele Otto al Greciei a cerut arhitecților Stamatios Kleanthis și Gustav Schaubert să proiecteze un oraș modern demn de a fi capitală de țară.
Primul plan al orașului modern era format dintr-un triunghi definit de Acropolă, de cimitirul antic Kerameikos și de noul palat al regelui (care astăzi este sediul parlamentului grec), pentru a evidenția continuitatea între Atena antică și cea modernă. Neoclasicismul, stilul internațional al epocii, a fost stilul arhitectural prin care arhitecți bavarezi, francezi și greci, cum ar fi Hansen, Klenze, Boulanger și Kaftantzoglou, au proiectat primele clădiri publice importante ale noii capitale. Vechile moschei (Moscheea Fethiye, Moscheea Tzistarakis etc.) au fost închise și lăsate în paragină.
În 1896 Atena a găzduit primele Jocuri Olimpice moderne. În anii 1920 mai mulți refugiați greci, evacuați din Asia Mică în urma războiului greco-turc, au dus la creșterea populației Atenei; cu toate acestea, abia după al Doilea Război Mondial, după anii 1950 și 1960, populația orașului a explodat, iar Atena a început să se extindă treptat în toate direcțiile. În anii 1980 a devenit clar că poluarea fabricilor și creșterea numărului de automobile, precum și lipsa spațiului suficient deveniseră principalele probleme ale orașului. Mai multe măsuri anti-poluare au fost luate de autorități în anii 1990, fiind combinate cu o îmbunătățire substanțială a infrastructurii orașului (inclusiv autostrada Attiki Odos, extinderea Metroului din Atena, și noul aeroport internațional), care împreună au ameliorat poluarea și au transformat Atena într-un oraș mult mai funcțional.

## Așezarea geografică și relieful
Atena se întinde de-a lungul Câmpiei centrale din regiunea Attica, cunoscut și ca un bazin. Este înconjurată de Muntele Aegaleo în vest, Muntele Parnitha în nord și nord-est, Muntele Penteli Hymettos la est și de Golful Saronic în sud-vest. Atenei îi este dificil să se extindă în continuare din cauza barierelor geografice menționate mai sus, deși suburbiile metropolei sunt în expansiune continuă.
Capitala este străbătută de către râul Kifissos care mai apoi se varsă în Golful Salonic și Faliro.
Solul este stâncos și nu este foarte fertil, dealurile sunt din mase de calcar.

## Clima
Clima din Atena este semiaridă, uscată (Köppen: BSh). Are o umiditate scăzută pe tot parcursul anului. Precipitațiile medii anuale sunt de 380 mm. Precipitațile sunt în special din luna octombrie și până în luna aprilie. Primavara și toamna sunt considerate anotimpurile ideale pentru activitățile exterioare.

## Populația
Atena avea în anul 2001 o populație de 745,514 locuitori la o suprafață de 39 km². Aria metropolitană are o suprafață de 412 km², iar numărul locuitorilor în 2001 era de 3,130,840. Zona metropolitană a Atenei era a XII-a în Uniunea Europeană, conform Eurostat.
Dar numărul locuitorilor din Atena este mai ridicat datorită numeroșilor emigranți care provin din țări ca Albania, România, Republica Moldova, Pakistan și unele țări africane dar și din alte țări. Expansiunea Atenei, începută în anii 1950 - 1970, continuă și în prezent, iar capitala a înghițit multe localități din nord și est. Se mai poate spune ca în antichitate orașul port Pireu nu făcea parte din Atena.

## Diviziuni administrative
Atena din punct de vedere administrativ este împărțită în câteva zone :
- Omonia
- Psiri și Gazi
- Syntagma
- Plaka, Monastiraki și Thission
- Kolonaki
- Exarcheia

Majoritatea locuitorilor din Atena se află în suburbii, unde de altfel se găsește și Complexul Olimpic. Lângă capitală se află și numeroase plaje. Din metropola Atena face parte și orașul port Pireu, unul din cele mai tranzitate din Grecia.

## Transportul
Atena beneficiază de un transport bine pus la punct, în care se regăsesc toate mijloacele de transport : autobuze, troleibuze, tramvaie, metrou și trenuri suburbane.

### Metrou
Rețeaua de metrou din metropolă este bine dezvoltată. Compania de transport (în greacă : Αττικό Mετρό), deține două din cele trei linii de metrou. Liniile au fost construite în cea mai mare parte în anii 1990, numărul de pasageri care au circulat zilnic cu metroul a fost de 550.000. Dar rețeaua de metrou este într-o continuă expansiune.
Rețeaua de transport electric din Atena (ISAP) operează, în special, pe linia de metrou Pireu - Kifisia cu 22 de stații și o lungime de 26 kilometri.

### Căi ferate suburbane
Această linie conectează Aeroportul Venizelos cu orașul Corint și este o altă linie de metrou de suprafață.

### Autobuze
În Atena, actualmente, sunt aproximativ 300 linii de autobuze, rețeaua fiind prezentă în toată metropola.

### Tramvaie
Compania care este responsabilă cu acest mijloc de transport are o flotă de 35 de vehicule, cu care circulă zilnic 65.000 pasageri. Rețeaua de tramvaie are o lungime de 27 kilometri.

### Căile ferate, șosele, transportul maritim
În momentul actual, Atena este centrul sistemului național de căi ferate, șosele, autostrăzi și al transportului maritim din Grecia. Atena are legături feroviare cu Salonic, dar și cu Sofia, pe lângă cele naționale. De asemenea, în Atena se reunesc majoritatea autostrăzilor din Grecia, dar în Atena sunt șosele și autostrăzi care asigură legătura cu suburbiile din oraș. Prin intermediul portului Pireu, aflat în partea sud-vestică a metropolei, se realizează legătura cu feribotul cu majoritatea insulelor grecești, dar și cu alte țări din Europa. În Pireu tranzitează și multe vase de croazieră. De menționat că în anul 2007 prin acest port au trecut peste 20.000.000 de pasageri.

### Aeroportul Internațional Venizelos
Acest aeroport este cel mai important din Grecia, cu un trafic total de pasageri în anul 2007 de 17.000.000, și un număr de 560 zboruri pe zi. Acesta este localizat la o distanță de 35 km.

## Cultura
Atena este unul dintre principalele centre mondiale în ceea ce privește cercetarea arheologică. Sunt câteva instituții principale care se ocupă cu cercetarea și valorificarea vestigiilor istorice, printre care Universitatea din Atena și Societatea de Arheologie, care cuprinde câteva muzee. În același timp, orașul deține câteva laboratoare, printre care și Laboratorul Demokritos pentru Arheometrie.
Atena este cunoscută în întreaga lume și ca un pilon al diferitelor conferințe și seminarii pe teme de cercetare.
Cel mai important obiectiv cultural din Atena îl reprezintă Acropola, având ca punct principal de atracție Partenonul.

## Olimpism
Jocurile Olimpice moderne au avut loc pentru prima dată în vara anului 1896.
Între 13 și 29 august 2004 Atena a găzduit a XXVIII-a ediție a Jocurilor Olimpice de Vară.

## Personalități marcante
- Zeta Makripoulia, fotomodel și actriță
- Elena Ghica, scriitoare de origine româno-albaneză; în aprilie 1867, Camera Deputaților din Atena îi acordă în unanimitate, printr-o lege specială, calitatea de cetățean de onoare al Atenei
- Christos Papadimitriou (n. 1949), informatician american.

## Orașe înfrățite
- Barcelona, Spania din  1999
- Beijing, China din  2005
- Beirut, Liban
- București, România
- Chicago, Illinois din  1997
- Cusco, Peru din  1991
- Istanbul, Turcia
- Los Angeles, California din  1984
- Moscova, Rusia
- Napoli, Italia
- Nicosia, Cipru din  1988
- Seul, Coreea de Sud
- Tirana, Albania
- Washington, D.C., Statele Unite din  2000
- Erevan, Armenia din  1993